# Расін (Вісконсин)
Расін (англ. Racine) — місто (англ. city) в США, адміністративний центр округу Расін штату Вісконсин. Населення — 77 816 осіб (2020).

## Географія
Розташоване на західному березі озера Мічиган у гирлі річки Рут-Рівер.
Расін розташований за координатами 42°43′42″ пн. ш. 87°48′26″ зх. д. / 42.72833° пн. ш. 87.80722° зх. д. (42.728284, -87.807086). За даними Бюро перепису населення США в 2010 році місто мало площу 48,38 км², з яких 40,10 км² — суходіл та 8,29 км² — водойми. В 2017 році площа становила 40,58 км², з яких 40,05 км² — суходіл та 0,53 км² — водойми.

## Демографія
Згідно з переписом 2010 року, у місті мешкало 78 860 осіб у 30 530 домогосподарствах у складі 19 222 родин. Густота населення становила 1630 осіб/км². Було 33887 помешкань (700/км²).
Расовий склад населення:
| - 61,8 % — білих - 22,6 % — чорних або афроамериканців - 0,8 % — азіатів - 0,5 % — корінних американців - 10,3 % — осіб інших рас |

До двох чи більше рас належало 4,0 %. Частка іспаномовних становила 20,7 % від усіх жителів.
За віковим діапазоном населення розподілялося таким чином: 27,9 % — особи молодші 18 років, 61,2 % — особи у віці 18—64 років, 10,9 % — особи у віці 65 років та старші. Медіана віку мешканця становила 33,0 року. На 100 осіб жіночої статі у місті припадало 95,2 чоловіків; на 100 жінок у віці від 18 років та старших — 91,6 чоловіків також старших 18 років.
Середній дохід на одне домашнє господарство становив 52 354 долари США (медіана — 41 455), а середній дохід на одну сім'ю — 60 738 доларів (медіана — 51 034). Медіана доходів становила 42 024 долари для чоловіків та 32 942 долари для жінок. За межею бідності перебувало 21,6 % осіб, у тому числі 30,5 % дітей у віці до 18 років та 9,6 % осіб у віці 65 років та старших.
Цивільне працевлаштоване населення становило 33 501 особа. Основні галузі зайнятості: освіта, охорона здоров'я та соціальна допомога — 22,1 %, виробництво — 22,0 %, мистецтво, розваги та відпочинок — 10,2 %, роздрібна торгівля — 10,0 %.

## Промисловість
У місті розташована штаб-квартира (будівля побудована за проектом Френка Ллойда Райте 1939 року) та найбільше підприємство компанії S.C. Johnson & Son, Inc., на якому працює близько 10 % населення міста.

## Відомі люди
- Едвард Пейл (1883—1958) — американський актор кіно
- Фредрік Марч (1897—1975) — американський актор театру та кіно.

## Пам'ятки
- Маяк на мисі Вїнд-Пойнт — в Національному реєстрі історичних місць США.
- Зоологічні сади Расіна.